# テンプルちゃんの小公女
『テンプルちゃんの小公女』（The Little Princess）は1939年のアメリカ合衆国の映画。監督はウォルター・ラング。原作はフランシス・ホジソン・バーネットの『小公女』。

## 概要
シャーリー・テンプル主演作で初めてのテクニカラー製作。本作は作品中に著作権表記があるものの公開時期が古く、リニュー（著作権更新手続き）が行われなかったことから公開当時の米国の法律（方式主義）により権利放棄とみなされ、米国に於いてはパブリックドメインとなった。また、日本においては著作権の保護期間が終了したと考えられることから現在複数の会社から激安DVDが発売中。会社によっては『リトル・プリンセス』というタイトルで発売中。
日本語吹替え版は、93分の内容を60分に編集して制作されており音楽や効果音などはすべて渡辺岳夫、松山裕士のコンビによって新規に制作されている。現在では、視聴することは非常に困難になっているが、過去に日本コロムビアから渡辺岳夫音楽によるサウンドトラックとドラマ編のLPレコードが発売されていた（現在、発売中のDVDなどを購入しても日本語吹替え版は未収録である）。

## ストーリー
父子家庭に育ったサラ・クルーは、父がボーア戦争に出兵した後、上流の子女を集めたロンドンの寄宿学校に入学しようとするが、校長はなかなか入学を認めようとしない。父が祖父の財産の話をすると校長は一転して入学を許可。ところが、父が戦死し財産の話も怪しいと知った校長は態度を変える。サラは屋根裏の粗末な部屋に移され、下働きをさせられる。同輩のベッキーと共に慰めあう日々。実は父が戦死したという情報は誤報で、重傷を負って後送されていた。ある日サラとベッキーは盗みの疑いをかけられ、寄宿学校から逃亡する。ベッキーは連れ戻されるが、サラは戦傷者が多く収容されている病院に逃げ込む。サラが飛び込んだ部屋は、父親が入院している病室だった。

## キャスト
- サラ・クルー：シャーリー・テンプル
- ジェフリー・ハミルトン：リチャード・グリーン
- ローズ：アニタ・ルイーズ
- クルー大尉：イアン・ハンター
- ラムダス：シーザー・ロメロ
- ミンチン：メアリー・ナッシュ
- バーティ：アーサー・トレイサー
- ベッキー：シビル・ジェーソン

## 日本語版（1979年公開）

### スタッフ
- 演出：福永莞爾
- 翻訳：吉田由紀子
- 音楽：渡辺岳夫・松山祐士
- 効果：加藤昭二
- 調整：中村修
- 録音：新坂スタジオ

### 声の出演
- サラ・クルー：大杉久美子
- ジェフリー・ハミルトン：石丸博也
- ローズ：信沢三恵子
- クルー大尉：糸博
- ラムダス：玄田哲章
- ミンチン：北原文枝
- バーティ：阪修
- ベッキー：小山まみ
- ラビニア：岡田直子
- ヴィクトリア女王：鈴木れい子
- ウィッカム卿：叶年央

※日本語吹替は他にも16mmフィルム版（正味80分）があり、福岡市総合図書館に所蔵されている。